# 公孙五楼
公孙五楼（?—?），十六国南燕大臣，慕容超在位时擔任侍中。
慕容超把他过去的亲信公孙五楼当做心腹。405年，慕容超即位后，任命公孙五楼为武卫将军，领屯骑校尉，内参政事。封孚认为慕容钟、段宏到外地去镇守；公孙五楼在朝中辅佐是不妥的。慕容超不从。慕容钟、段宏不平，说：“黄犬之皮，恐怕终将要补狐裘了。”公孙五楼听说这话之后，怀恨在心。406年，公孙五楼打算独揽朝政大权，在慕容超面前进谗言陷害北地王慕容钟。他毁诽、排斥元老重臣，逼反大臣慕容法等。408年，慕容超于是下令大赦，罢免了公孙五楼等人，但不久又再次任用。
409年二月，公孙五楼的哥哥公孙归和慕容兴宗、斛谷提等人率领骑兵攻克东晋的宿豫。公孙五楼任侍中、尚书、领左卫将军，在朝中专权，总揽国政，他的宗族亲属也都在朝廷官居显要位置，王公大臣、朝廷内外，对他没有不忌惮害怕的。尚书都令史王俨谄媚巴结公孙五楼，几年来屡次升迁，无功竟官至左丞。所以当时百姓根据这些编了句歌谣：“欲得侯，事五楼。”慕容超又派公孙归等侵犯东晋的济南。
刘裕率东晋军队来讨伐，慕容超召集大臣商议。征虏将军公孙五楼说：“吴兵轻装果决，利在速战，不可争锋。应该据守大岘，让他们无法进入，拖延时间，沮其锐气，然后挑选精骑二千人，沿海滨南下，绝其粮道，再令段晖率兖州的军队在后背处进攻，此为上策。分别命令各地官员依险固守，保留自己所用的粮食物质，剩下的全部烧毁，全部割光田野中的庄稼，让敌人不能补充给养，晋军既没粮草，求战不得，一个月之间，我军可以坐制。此为中策。把贼军放入岘山，然后我们再出城迎战，此为下策。”结果，慕容超采取了下策。退朝后，辅国将军广宁王慕容贺赖卢对公孙五楼说：“如果一定这样的话，亡国也就没几天了！”六月十二日，刘裕大军抵达东莞郡。慕容超先派公孙五楼、慕容贺赖卢以及左将军段晖等人统领步骑五万人屯据在临朐，听说东晋兵马已经通过岘山，便亲自带领步、骑兵共四万人前去迎战，并派公孙五楼率领骑兵开进巨蔑水据守。东晋部队的前锋孟龙符与他展开激战，将他打败，公孙五楼败退而走。
410年，贺赖卢、公孙五楼挖了一条地道出来袭击东晋部队，却不能把他们击退。公孙五楼拒战而逃，南燕国亡。